# Starship Troopers 2: L'heroi de la Federació
Starship Troopers 2: L'heroi de la Federació (títol original: Starship Troopers 2: Hero of the Federation) és un vídeofilm estatunidenc de ciència-ficció militar dirigit per Phil Tippett, estrenada l'any 2004. Ha estat doblada al català.
Es tracta de la continuació del film Starship Troopers: Les brigades de l'espai (1997) de Paul Verhoeven. Una tercera part, Starship Troopers 3: Marauder, dirigida per Edward Neumeier (guionista dels dos primers films) va sortir l'any 2008.

## Argument
La companyia de soldats Bravo 6 troba refugi a un lloc avançat abandonat a la regió de l'Enclusa de Satanàs després d'una batalla contra els Aràcnids. Centenars d'enemics els encerclen, però un camp de força separa els insectes dels soldats.
Al grup de soldats s'uneix ràpidament un capità empresonat per haver matat el seu superior i per tres soldats miraculosament escapats d'altres unitats.

## Producció

### Desenvolupament
Al desembre 2002, el productor Jon Davison anuncia oficialment la posada en producció d'una continuació del film Starship Troopers. Dirigida per Phil Tippett i amb guió d'Edward Neumeier, aquest nou film no havia d'estar centrat en el personatge de Johnny Rico sinó en el del sergent Zimref. Clancy Brown havia doncs de tornar a aquest opus per interpretar-hi novament Zim. Però els seus compromisos amb la sèrie de televisió La Caravana de l'estrany han impossibilitat la seva presència a Starship Troopers 2. L'heroi del film és finalment el capità Dax, un nou personatge interpretat per Richard Burgi.

### Repartiment dels papers
Brenda Strong és l'única actriu de la primera part a formar part de la Repartiment d'aquest nou lliurament però amb un paper diferent (era el capità Deladier al primer film, interpreta el sergent Dede Rake al segon).

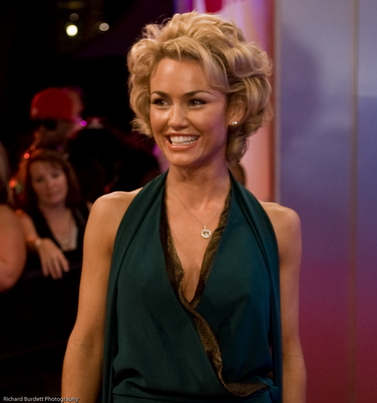
Kelly Carlson
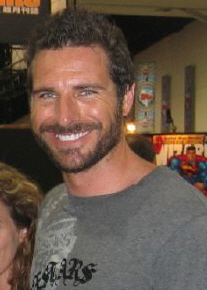
Ed Quinn
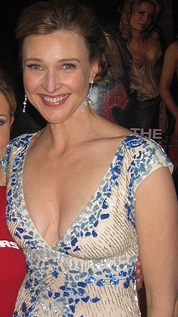
Brenda Strong

### Rodatge
El rodatge va tenir lloc del 15 de maig al 20 de juny de 2003 als Raleigh Studios de Manhattan Beach i a Santa Clarita a Califòrnia amb un pressupost de set milions de dòlars.

## Acollida
El lloc AlloCiné confereix al film una nota mitjana d'1 sobre una escala de 5 i el lloc web Movie Database una nota mitjana de 3,5 sobre 10.
L'any 2004, el crític de SciFi-Universe troba que « està mal filmat » i que « els personatges no ens són presentats ». Troba que « aquest film no aporta res a l'univers Starship Troopers » i que « és previsible ».
Gérald Giacomini, al lloc Horror.com destaca que Starship Troopers 2 plagiï « els films d'amenaça extraterrestre » i se situa « en els motlles d'Alien ». Assenyala « que no hi ha res de ben nou per a qui ja ha vist films d'invasió extraterrestre com The Faculty però que tanmateix el film no és exactament una pel·lícula dolenta ».
Geoffrey Claustriaux, el cronista del lloc Horror.net comprova que « els efectes són molt encertats i creïbles » i que « els maquillatges no ho són ». Reprotxa per contra a Phil Tippett la qualitat de la seva realització, « mai no arriba a instal·lar el clima d'angoixa i d'opressió que hauria convingut a la situació. No per falta de provar-ho, però sense èxit. Són sobretot les escenes d'exterior, que haurien de fer créixer el buit i la sensació d'amenaça, les que són terriblement fallides » Comprova que « el guió absorbeix sense vergonya The Thing de John Carpenter » i que « els actors varien entre el bé i el ridícul. Destacar tanmateix la fantàstica Kelly Carlson que travessa el film sense vestir-se mai (o gairebé) i ens gratifica d'alguns plans totalment inútils, però mai desagradables per a l'ull dels virils ». Conclou indicant « aquesta continuació no és, en conjunt, deshonrosa però, com sovint, és a anys-llum del primer lliurament ».

## Diferència entre les dues obres
Encara que el guionista sigui el del primer Starship Troopers, els dos films són molt diferents. El film dona una visió de conjunt de la mecànica del reclutament patriòtic i de les batalles contra els Aràcnids. El videofilm concentra la seva acció en un únic lloc i en un molt curt lapse de temps. El primer film és filmat com una sèrie televisada per a adolescents, el videofilm és més fosc i dramàtic.